# Toques
Toques község Spanyolországban, A Coruña tartományban. Toques Melide, Sobrado, Galicia, Friol és Palas de Rei községekkel határos. Lakosainak száma 1070 fő (2024).

## Népesség
A település népessége az utóbbi években az alábbiak szerint változott:
| Lakosok száma | 1628 | 1530 | 1485 | 1405 | 1343 | 1248 | 1196 | 1124 | 1101 | 1070 |
|               | 2001 | 2004 | 2006 | 2009 | 2011 | 2014 | 2016 | 2019 | 2021 | 2024 |